# 尚順
尚 順（しょう じゅん、1873年（明治6年）5月2日 - 1945年（昭和20年）6月16日）は、最後の琉球国王・尚泰王の四男。男爵で貴族院議員。琉球新報、沖縄銀行の創立者。

## 生涯
尚順は、明治6年（1873年）5月2日（旧暦4月6日）、尚泰王の第四王子として生まれた。母は松川按司。松山王子、松山御殿（まちやまうどぅん）と呼ばれた。雅号は鷺泉。室は真子（伊是名朝睦長女）。
琉球処分に伴い父と共に7歳で上京、明治25年（1892年）、20歳の時に兄の尚寅と共に帰郷した。その後、翌年の明治26年（1893年）、太田朝敷、護得久朝惟、豊見城盛和、高嶺朝教らと共に琉球新報を設立し、明治32年（1899年）には沖縄銀行を設立した。他にも沖縄広運の設立、桃原農園を設立しパイナップルなどの果樹、観賞用植物等を移入した。
1904年（明治37年）7月10日、貴族院男爵議員に選出され、1915年（大正4年）6月19日に辞職した。
松山御殿は敷地約4千坪あり、家族16人、使用人20数名で暮らしていた。尚順には6人の男子と10人の女子がいたが、沖縄戦で本人、妻、長男一家、三男、四男、孫の尚忠昭、尚忠正が亡くなった。享年72。

## 栄典
- 1896年（明治29年）6月30日 - 男爵[6]
- 1902年（明治35年）6月20日 - 正五位[7]
- 1906年（明治39年）4月1日 - 勲四等旭日小綬章[8]
- 1909年（明治42年）6月30日 - 従四位[9]

## 人物
趣味人としても知られ、名筆であったと言われる。建築家の伊東忠太、画家の藤田嗣治、民芸家の柳宗悦、陶芸家の河井寛次郎などとも交流があった。また美食家としても有名で、後年、「驚異の美食家」「グルメ男爵」などと呼ばれた。特に泡盛についての造詣が深く、彼の遺稿集でも泡盛について多くの言及を行っている。なお、同じ遺稿集で、「首里城明け渡し・人物群像」という題で、首里城明け渡しについて、当時6歳であった思い出、松田道之をみた思い出、その時の父尚泰の態度などを語っている。
娘・根岸常子によれば、尚順は現在の国頭郡本部町伊豆味に、別荘を所有していたという。

### 家訓
尚順の遺稿に加え、松山御殿の人々の著作や関連する文章を収録した書籍『松山御殿物語』によると尚順家の家訓は以下の5つである。
| 「 | 人一倍、勉強しなさい。 人一倍、働きなさい。 人一倍、美味しいものを食べなさい。 人一倍、綺麗な着物を着なさい。 人一倍、遊びなさい。 | 」 |

## 親族
家督は尚順の次男尚誠が継いだ。尚誠は弟（尚順の六男）尚詮に財産を管理するように頼み、尚詮は兄に代わり『松山御殿』の財産を管理した。その傍らで父の遺志を継ぎ、戦争で灰燼に帰した桃原桃園の復興に着手した。尚詮の妻は琉球大学名誉教授の尚弘子。尚誠の長男である尚厚（桃原農園社長）が、松山御殿の財産を引き継いでいる。尚誠の長女は、白光真宏会第二代会長の西園寺昌美。
『松山御殿の日々』を著した知名茂子は、尚順の六女。1917年生まれ。1938年に首里の旧家・知名家に嫁ぎ、台湾へ赴任。戦後帰沖し、三男一女を育てる。茂子によると、尚順は子供たちの教育方針として、「父は男爵だが、お前たちに身分はない。使用人は父の使用人で、お前たちの使用人ではない」と常日頃語っていたという。